# مان
مان (بالإنجليزية: Mann) هو مغني أمريكي، ولد في 17 يوليو 1991 في لوس أنجلوس في الولايات المتحدة.

## وصلات خارجية
- الموقع الرسمي
- مان على موقع ميوزك برينز (الإنجليزية)
- مان على موقع ميوزك برينز (الإنجليزية)
- مان على موقع أول ميوزيك (الإنجليزية)
- مان على موقع ديسكوغز (الإنجليزية)